# Éowina
Éowina – postać ze stworzonej przez J.R.R. Tolkiena mitologii Śródziemia.
Była bohaterską kobietą, księżniczką Rohanu, która potajemnie wzięła udział w wyprawie przeciw siłom Saurona, realizując swoje pragnienie uczestnictwa w walce. Dzięki odwadze, potrafiła pokonać silniejszego przeciwnika, Czarnoksiężnika z Angmaru.
Pojawia się w Dwóch wieżach i Powrocie króla, kolejnych częściach Władcy Pierścieni. Więcej informacji na jej temat zawierają Dodatki, dołączone do Powrotu króla. Nieco dodatkowych uwag dotyczących Éowiny można też znaleźć w The Peoples of Middle-earth, dwunastym tomie Historii Śródziemia.

## Éowina
Kobieta z ludu Rohirrimów, księżniczka Rohanu. Urodziła się w 2995 roku Trzeciej Ery. Uczestniczyła w Wojnie o Pierścień, zaś po pokonaniu Władcy Ciemności poślubiła Faramira i zamieszkała w Gondorze. Zmarła w nieznanym roku Czwartej Ery.

### Pochodzenie
Była córką marszałka Éomunda ze Wschodniej Bruzdy i Théodwiny, siostry Théodena, króla Rohanu. Jej starszym bratem był Éomer. Po śmierci obojga rodziców, w 3002 roku znalazła się wraz z nim pod opieką Théodena. Odtąd oboje wychowywali się na królewskim dworze w Edoras.

### Życie na dworze
Éowina wyrosła na piękną kobietę, wysoką, o długich złotych włosach. Mówiono, iż wdzięk i dumę odziedziczyła po babce, Morwenie z Lossarnach. Była też nie mniej dzielna niż Éomer i umiała znakomicie władać bronią.
W ciągu kolejnych lat, od 3014 roku, Éowina opiekowała się słabnącym Théodenem, którego bardzo kochała jako przybranego ojca. Tym gorzej znosiła jednak jego słabość, chorobę i uzależnienie od Grímy. Gadzi Język, skrycie pożądający księżniczki, także i jej zatruwał życie swoimi słowami, przez co Éowina czuła się coraz mniej ważna,

(...) kto wie, co mówiła w ciemności, gdy była sama, w gorzkie bezsenne noce, myśląc o swoim życiu, z każdym dniem uboższym, w czterech ścianach pokoju, w którym czuła się uwięziona jak leśne zwierzątko w ciasnej klatce.

### Wojna o Pierścień

#### Spotkanie Aragorna
Podczas Wojny o Pierścień poznała Aragorna II, który przybył do Edoras, wraz z Gandalfem Białym, Legolasem i Gimlim, 2 marca 3019 roku. Zakochała się wówczas w nim, choć jak później mówił Aragorn:

(...) we mnie zaś pokochała tylko cień i marzenie, nadzieję sławy i wielkich czynów, urok nieznanych krajów, odległych od stepów Rohanu.

Théoden, uzdrowiony przez Gandalfa, wyruszając na wojnę z Sarumanem mianował Éowinę namiestnikiem w Edoras, na czas swojej nieobecności. Księżniczka poprowadziła większość niezdolnych do walki mieszkańców stolicy do warowni Dunharrow. Przebywała tam, oczekując na wieści, aż 7 marca przybył Aragorn na czele Szarej Drużyny. Éowina dowiedziawszy się, iż zamierza ruszyć na Ścieżkę Umarłych, próbowała go od tego odwieść. Gdy to się nie udało, chciała wyruszyć razem z nim, lecz Aragorn nie wyraził na to zgody. Zrozpaczona księżniczka pozostała w Dunharrow do przybycia Théodena i Éomera.

#### Bitwa na polach Pelennoru
Z powodu zawodu, jaki sprawił Aragorn odrzucając jej miłość, oraz chęci wzięcia udziału w bitwie, pod przybranym imieniem Dernhelm wyruszyła razem z innymi jeźdźcami na pomoc oblężonemu Minas Tirith. Zabrała ze sobą także hobbita Meriadoka Brandybucka, który nie miał pozwolenia na wzięcie udziału w wyprawie.
Podczas bitwy na polach Pelennoru walczyła w oddziale króla. Gdy Théoden padł śmiertelnie ranny, stanęła w jego obronie naprzeciw Wodza Nazgûli. Zabiła skrzydlatą bestię, którą dosiadał, lecz upiór maczugą strzaskał lewe ramię księżniczki na którym nosiła tarczę. Śmierć była bardzo blisko Éowiny, ale gdy przeciwnik usiłował ją dobić, Meriadok 

zaszedłszy z tyłu śmignął mieczykiem i przebijając czarny płaszcz przeciął nie chronione kolczugą ścięgno pod kolanem.

W tej chwili księżniczka zdołała zadać upiorowi ostatni, śmiertelny cios mieczem. Tak zginął Wódz Nazgûli i wypełniona została przepowiednia elfa Glorfindela.

#### Spotkanie Faramira
Nieprzytomną Éowinę zniesiono z pola bitwy i umieszczono w Domach Uzdrowień. Ogarnięta Czarnym Tchnieniem, którego zły wpływ wzmacniały jeszcze wcześniejsze przeżycia i rozczarowania, była w bardzo ciężkim stanie. Początkowo nawet jej brat myślał, iż straciła życie. Dopiero Aragornowi udało się ją uleczyć. Gdy Armia Zachodu wyruszyła na Morannon, księżniczka nadal przebywała w Domach Uzdrowień. Ciągle dręczył ją niepokój i smutek, nadal wolała ruszyć do bitwy i zginąć. W tym pełnym niepewności czasie kiedy ważyły się losy wojny, poznała Faramira, syna Denethora II, którego pokochała z wzajemnością.

### Późniejsze losy
Już po pokonaniu Saurona księżniczka uczestniczyła w uroczystej koronacji króla Elessara. Z Faramirem zaręczyła się w Edoras, w sierpniu 3019 roku, po pogrzebie Théodena. Ślub miał miejsce również w stolicy Rohanu, w 3020 roku. Od tego czasu Éowina zamieszkała z Faramirem w Emyn Arnen, w prowincji Ithilien. Z ich związku urodził się syn, imieniem Elboron. Brak jest bardziej szczegółowych informacji na temat dalszych losów księżniczki. Wiadomo jednak, iż utrzymywała stałe kontakty z Meriadokiem Brandybuckiem.

### Imię
Éowina znana też była jako Biała Księżniczka Rohanu i Księżniczka ze Strzaskanym Ramieniem.
Imiona Éowina i Dernhelm, użyte przez Tolkiena, by „zastąpić” język rohirricki, pochodzą z języka staroangielskiego, éowyn znaczy radosna za sprawą koni, a dernhelm – ukryta ochrona.

## Ekranizacja Petera Jacksona
W ekranizacji Władcy Pierścieni, w reżyserii Petera Jacksona, Éowinę zagrała Miranda Otto. Pojawia się w filmach Dwie wieże i Powrót króla. Losy filmowej księżniczki różnią się od literackiego pierwowzoru, bowiem scenarzyści zdecydowali się rozbudować postać Éowiny, zwłaszcza w drugiej części filmowej trylogii.

### Wersja kinowa
W Dwóch wieżach Éowina po raz pierwszy pojawia się gdy Éomer przywozi do Edoras rannego Théodreda. Następnie, wraz z bratem, próbuje nakłonić pogrążonego w apatii Théodena do pojęcia jakichkolwiek działań, choćby odwiedzenia własnego syna. Po wygnaniu Éomera, samotna Éowina opłakuje zgon Théodreda i wówczas pojawia się przy niej Gríma. Zdenerwowana rozmową z fałszywym doradcą księżniczka wychodzi z pałacu, przez co obserwuje przybycie Aragona i jego towarzyszy, po czym jest obecna przy uzdrowieniu Théodena. Następnie razem z monarchą i mieszkańcami stolicy udaje się do Helmowego Jaru. Podczas tej podróży towarzyszy Aragornowi, w którym się zakochuje. Kiedy na Rohirrimów napadają wargowie Éowina, na polecenie króla, nie bierze udziału w walce, lecz prowadzi ludność do twierdzy. W trakcie ataku armii Sarumana na jar księżniczka przebywa w jaskiniach, wraz z innymi kobietami i dziećmi.
W Powrocie króla Éowina jest obecna na uczcie w Edoras, wyprawionej po zwycięstwie nad Sarumanem. Następnie, księżniczka towarzyszy wojskom Rohanu wyruszającym do Dunharrow. W tej górskiej warowni próbuje nakłonić Aragorna by nie ruszał na Ścieżkę Umarłych, lecz on odmawia i wyznaje Éowinie, że jej nie kocha. Zrozpaczona księżniczka w przebraniu wyrusza na wyprawę do Minas Tirith, mimo iż Théoden powierza jej obowiązki namiestnika pod swoją nieobecność. Zabiera ze sobą Merry’ego i razem walczą w bitwie na polach Pelennoru. W dramatycznym pojedynku z Wodzem Nazgûli, dłuższym niż powieściowy, pokonuje go z pomocą hobbita. Jest obecna przy Théodenie, gdy król umiera na pobojowisku i udaje jej się zamienić z nim parę słów. Ostatni raz w filmie pojawia się w scenie koronacji Aragorna, której przygląda się stojąc obok Faramira.

### Wersja reżyserska
Wersje reżyserskie obu filmów, wydane na DVD, zawierają kilka dodatkowych scen z udziałem Éowiny.
W Dwóch wieżach są to: 
- pogrzeb Théodreda, podczas którego księżniczka śpiewa żałobną pieśń ku jego czci;
- rozmowa pomiędzy Éowiny a Aragornem dotycząca długości życia Dúnedainów na szlaku do Helmowego Jaru.

Natomiast w Powrocie króla dodano:
- krótką rozmowę między Aragornem a księżniczką po zakończeniu uczty;
- scenę rozmowy Éowiny z Merry’m podczas postoju w drodze do Minas Tirith;
- kilka dodatkowych ujęć scen walki z udziałem księżniczki podczas bitwy na polach Pelennoru;
- sceny odnalezienia Éowiny przez Éomera na pobojowisku i uzdrowienia jej przez Aragorna;
- spotkanie z Faramirem (wątek ich miłości jest tylko zasygnalizowany widzowi).